# Jože Klanjšek
Jože Klanjšek-Vasja (partizansko ime Vasja), slovenski partizan, prvoborec in narodni heroj, * 29. april 1917, Drtija, † 17. september 1965, Ljubljana.

## Življenjepis
Klanjšek je vstopil v Šercerjev bataljon decembra 1941. Junija 1942 je postal poveljnik Kočevskega odreda, marca 1943 Šercerjeve brigade, novembra istega leta pa 31. divizije. Nato je bil imenovan za namestnika poveljnika 9. korpusa.

## Napredovanja
- rezervni polkovnik JLA (?)

## Odlikovanja
- red narodnega heroja
- red partizanske zvezde I. stopnje
- red za hrabrost
- red bratstva in enotnosti II. stopnje
- križ Grunwalda II. stopnje (Poljska)
- medalja domovinske vojne 1944-45 (Bolgarija)
- partizanska spomenica 1941